# 黒木瞳のTALK RADIO
黒木瞳のTALK RADIO（くろきひとみのトークレイディオ）はニッポン放送で放送されていたラジオ番組。パーソナリティは女優の黒木瞳。2005年1月13日放送開始、2005年9月26日終了。録音。毎回リスナーから寄せられた疑問、質問、意見などに、黒木が自分の考えを本音で語る「人生相談」的な内容であった。
また黒木は2003年10月2004年の10月まで1年間、同局で「SUZUKI 黒木瞳のいってらっしゃい」を担当していた。2005年10月から夕方の5分間帯番組「黒木瞳 ホッとGoing」に移動することになった。
番組の終わりには黒木の趣味の一つである「五行詩」を発表した。これは現在の帯番組「ホッとGoing」でも放送されている他、2005年10月に黒木自身14年ぶりに上梓した詩集書籍「恋のちから　愛のススメ」として扶桑社から発行された。

## 放送時間
- 毎週木曜日　19:40～19:50

（2005年1月～3月　「ショウアップナイターストライク!」内）
- 毎週月曜日　20:30～20:50

（2005年4～9月）